# Xã Lake Flat, Quận Pennington, South Dakota
Xã Lake Flat (tiếng Anh: Lake Flat Township) là một xã thuộc quận Pennington, tiểu bang Nam Dakota, Hoa Kỳ. Năm 2010, dân số của xã này là 35 người.